# Salix alba ’Minaret’
A Salix alba ’Minaret’  egy elsősorban fatermesztési céllal telepített, erős növekedésű fűzfajta, amelyet Magyarországon, az őshonos fehér fűzből szelektáltak.

## Eredete
A fajta 2013 és 2016 közötti időszakban került nemesítésre. A nemesítés módja szelekció volt.

## Jellemzői
Hímnemű klón. Egyenes, monopodiális törzsű fa. Villásság csak a famagasság felső ötödében jellemző, koronája szabályos alakú. Ágrendszere vékony ágakból áll, durva hajtásképzésre nem hajlamos. Hajtásának keresztmetszete hengeres, nem szegletes.
Hasznosítási célja fatermesztés, elsősorban rúd és rönkfa, park és útfásítás, illetve mezővédő erdősávok.

## Szaporítása
Vegetatív úton, dugványokkal történik.

## Genetikai vizsgálatok
Tervezik a molekuláris genetikai fajta azonosítás készítését (DNS-vizsgálat).

## Fajtaoltalom
A szóban forgó fajta növényfajta-oltalmi bejelentése a Szellemi Tulajdon Nemzeti Hivatalánál megtörtént.